# ベルリン＝ブランデンブルク＝シュレージシェ・オーバーラウジッツ福音主義教会
ベルリン＝ブランデンブルク＝シュレージシェ・オーバーラウジッツ福音主義教会(Evangelische Kirche Berlin-Brandenburg-schlesische Oberlausitz (EKBO))はドイツ福音主義教会(EKD)を構成する20の福音主義州教会の1つである。他の州教会と同じように公法人上の社団であり、本部をベルリンに置く。
ベルリン＝ブランデンブルク＝シュレージシェ・オーバーラウジッツ福音主義教会(EKBO)の管轄地域に約590万人の住民がいるが、その内、約83万人(2022年12月31日現在)がこの福音主義教会に属している。

## 概要

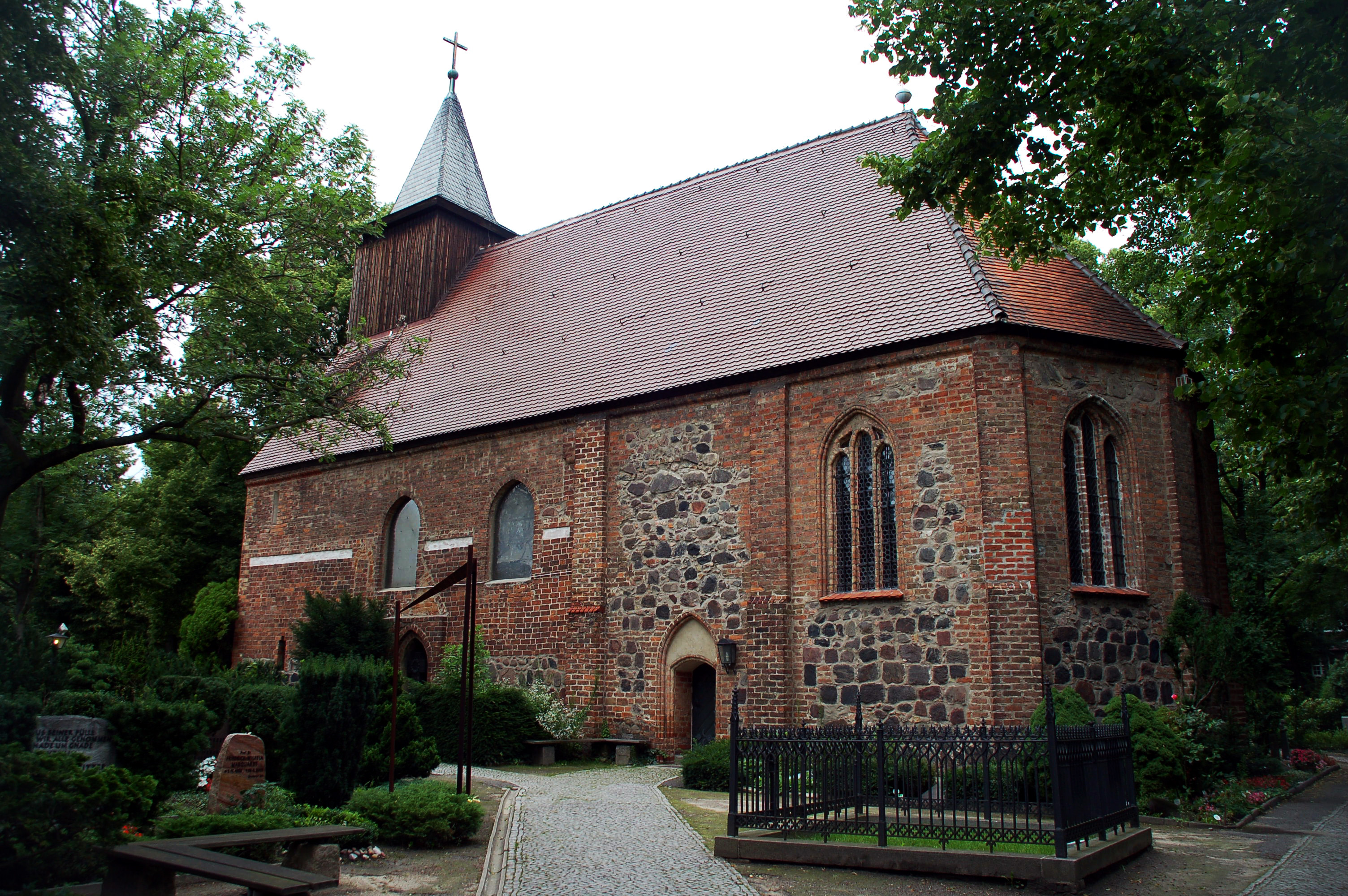
ニーメラー牧師ゆかりの聖アンネン教会 (ダーレム)

ベルリン＝ブランデンブルク＝シュレージシェ・オーバーラウジッツ福音主義教会(EKBO)はドイツ福音主義教会(EKD)内にある合同教会の1つである。2003年、(教会統合に関する)基本規定が布告され、2004年1月1日、その規定が施行された。その時まで存続していた二つの州教会、ベルリン＝ブランデンブルク福音主義教会とシュレージシェ・オーバーラウジッツ福音主義教会が一つの新しい州教会として統合された。それまで存続していた二つの州教会は、2003年まで福音合同教会(EKU)の加盟教会でもあった。2003年6月1日以降は福音合同教会(EKU)の後継組織福音主義合同教会(UEK)に二つの州教会は共に加盟していたが、2004年の州教会統合後は一つの州教会として福音主義合同教会(UEK)に加盟している。
ベルリン＝ブランデンブルク＝シュレージシェ・オーバーラウジッツ福音主義教会(EKBO)の監督(Bischof)が説教を担当する首座教会は、ベルリンテレビ塔に隣接する聖マリエン教会である。また、カイザー・ヴィルヘルム記念教会とベルリン大聖堂でも監督(Bischof)は定期的に説教を担当する。
この州教会には1096の教会共同体(各個教会)があるが、大部分(98％強)はルター派の礼拝をおこなう教会であり、改革派教会の礼拝をおこなう教会は極めて少ない。合同教会という形態、意識を有している州教会であるが、ルター派の影響力が圧倒的であり、日本基督教団のような合同教会とは性格を異にしている。
ドイツ福音主義教会(EKD)と共に、ベルリン＝ブランデンブルク＝シュレージシェ・オーバーラウジッツ福音主義教会はベルリン福音アカデミーを運営している。これ以外にも、ゲルリッツにある福音アカデミーの運営も引き受けている。この二つのアカデミーの統合が、現在検討中である。

## 歴史
この州教会の歴史は、ブランデンブルクとシュレージエン（シレジア）の歴史、むしろ、プロイセン王国後半の歴史と分かちがたく結びついている。
1539年以降、ブランデンブルク選帝侯国において、宗教改革が導入された。1572年、ルター派教会共同体が最初の教会法令(教憲)を制定した。加えて、並行する形で、改革派教会共同体も存在した。数百年の間、二つの宗派の教会共同体が存在していた。1613年、選帝侯ヨハン・ジギスムントはルター派から改革派に宗旨替えをおこなった。Confessio Sigismundiにおいて、選帝侯ヨハン・ジギスムントは彼の家臣（ブランデンブルクの住民）たちに、自身の改宗に従わず、そのままでいることを許した。そして、1555年のアウクスブルクの和議において決定されたCuius region,eius religioの適用外にすることを根拠づけた。それでも、改革派王家とルター派領邦教会の間で、パウル・ゲルハルトの事例のように、再三再四、対立が生じた。
オーバーラウジッツにおいて、1521年から1550年に間に福音主義の信仰告白が幅広く受け入れられた。しかし、特殊な政治的事情によって、福音主義領邦教会の形成はおこなわれなかった。ウィーン会議（1815年）以降、オーバーラウジッツの東側地域がプロイセンに属することになり、プロヴィンツ（州）・シュレージエンとなった。オーバーラウジッツの教会共同体はシュレージェン・プロヴィンツ(州)教会と統合された。最初の教憲制定と教会巡察が1742年、1748年にはじまった。
1815年以降、プロイセン政府はプロヴィンツ（州）ごとに福音主義教会担当省を置いた。ブランデンブルクとシュレージエンに関して、ベルリン、ブレスラウから管理する形になった。さらに、1881年、プロヴィンツ＝ブランデンブルクからベルリンを切り離して別の教会担当部署ができたが、両方の教会担当省は、共にキルヒェンプロヴィンツ（教会州）＝ブランデンブルクという教区を担当した。
ルター派と改革派教会の首長(summus episcopus)はプロイセン王であった。1817年、フリードリヒ・ヴィルヘルム3世はこの二つの教派の行政的統合を命じた。同時に、プロイセン王国内において、統一された領邦教会、プロイセン福音主義教会が設立された。この教会は数十年に渡って、数回、名称を変えた。1918年/1922年になるまで、この教会は、次のようなキルヒェンプロヴィンツ（教会州）から成立していた。東プロイセン、西プロイセン、ブランデンブルク、ポンメルン、ポーゼン、ザクセン、シュレージェン、ラインプロヴィンツ、ヴェストファーレンである。
ブレスラウの神学教授、ヨハン・ゴットフリート・シャイベルの指導の下、少数のルター主義者が神学的理由を言い立てて、合同を拒んだ上、プロイセンにおける新たな福音主義教会に加入しなかった。1830年から1840年までの間に実現した是認措置導入まで、古ルター派のプロイセン福音ルター派教会に対して弾圧がおこなわれた。最終的には1845年に、福音ルター派（古ルター派）教会に対して公的認可が下りた。
第1次世界大戦後、君主制が終焉すると同時に、領邦君主による教会統治(summus episcopus)も終了した。1922年、プロイセンの領邦教会とそこに属する各州（プロヴィンツ）の教会は、古プロイセン合同福音主義教会を設立した。ただ、ポーゼン州（プロヴィンツ）にある相当数の教会の分離によって、以前よりは縮小された規模で設立されている。その教会（古プロイセン合同福音主義教会）は多くの総教区長(Generalsuperintendent)と最高宗務局長(Präsidenten des Oberkonsistoriums)によって、ベルリンから運営されていた。
第2次世界大戦後、オーデル・ナイセ線がドイツの東部地区に引かれた。このことはプロヴィンツ＝東プロイセンと、プロヴィンツ＝ポンメルンとプロヴィンツ＝シュレージェンのかなりの部分、並びにブランデンブルクのオーダー川以東の地域との分離を意味している。この地域はポーランド、並びにソ連政府の行政管轄下になった。残された6つの古プロイセンのプロヴィンツ（州）教会は、1947年までにプロイセンの正式な解体によって、領邦から独立した州教会になった。
一人の監督に率いられたマルク・ブランデンブルク＝キルヒェンプロヴィンツ（教会州）教会は、1948年に新たな教会法令(教憲)を制定し、それに従ってベルリン＝ブランデンブルク福音主義教会と呼ばれることになる。ベルリン＝ブランデンブルク福音主義教会はドイツ福音教会（EKD）に加盟した。
シュレージエンでは、1945年の段階では、エルンスト・ホールニヒ監督がシュレージエン・プロヴィンツ教会における教会的伝統を維持していた。1946年において、シュレージエン福音主義教会総会がポーランド政府による行政統治の下で、開かれた。しかしながら、1946年12月4日において、エルンスト・ホールニヒ監督はブレスラウを離れなければならず、同じ様に、1947年にはブレスラウにおいて存続していた教区を、ゲルリッツに移すことになった。ドイツ人追放の行列に中、オーダー川東部にある大半のシュレージエン福音主義教会共同体は解体された。福音主義教会とカトリック教会共同体の大多数がこの状況を受け入れた。このような状況下で、ポーランド・アウクスブルク信仰告白・福音主義教会に組み込まれた福音主義教会共同体のみが存続できた。ドイツ国内のナイセ川以西に位置しているシュレージエン・プロブィンツ(州)教会の存続している地域は、差し当たり、ベルリン＝ブランデンブルク教会が受託する形で管理された。1947年5月1日、シュレージエン福音主義教会という教会名で独立した州教会が設立された。後に、ドイツ福音教会（EKD）に加盟した。シュレージエン教会の霊的指導は、1918年以降、総地区長たちと監督たちの職務になっており、1951年11月14日、教会法令(教憲)が議決された。
1954年、6つの古プロイセンの州教会(ベルリン＝ブランデンブルク、シュレージエン、プロブィンツ＝ザクセン、ポンメルン、ラインラント、ヴェストファーレン)は、1922年設立された古プロイセン合同福音主義教会の後継教会として、福音合同教会(EKU)を設立した。同様に、ドイツ福音主義教会(EKD)にも加盟した。
ベルリンの壁構築以後、ベルリン＝ブランデンブルク教会内での協同した働きが恒常的に困難になってしまった。それゆえ、1972年、西部区域（西ベルリン）と東部区域（東ベルリンとブランデンブルク）に、ベルリン＝ブランデンブルク教会が分けられた。どちらの区域の教会も独自の教会宗務局をベルリンに置き、監督をトップに選出した。二つのドイツ国家の再統合に際して、ベルリン＝ブランデンブルク福音主義教会も再び統合された。1991年以降、再び一人の監督が州教会を率いている。
シュレージエン教会に際して、当時の政治的事情がさまざまな変更事項をもたらした。1968年、シュレージエン教会は教会名称をゲルリッツ福音主義教会に変更することを強いられた。なぜなら、当時のドイツ民主共和国（東独）政府が教会名に含まれるシュレージエンという地名に、ポーランドとの新しい国境線に向けた報復主義と国境線不承認の意図があると見なしたからである。二つのドイツ国家の再統一後、州教会は再び名称を変更した。その際、シュレージシェ・オーバーラウジッツ福音主義教会という名称を州教会は採用した。
2004年1月1日、この二つの教会はベルリン＝ブランデンブルク＝シュレージシェ・オーバーラウジッツ福音主義教会に統合された。

## 教義

### 信仰告白Bekenntnis

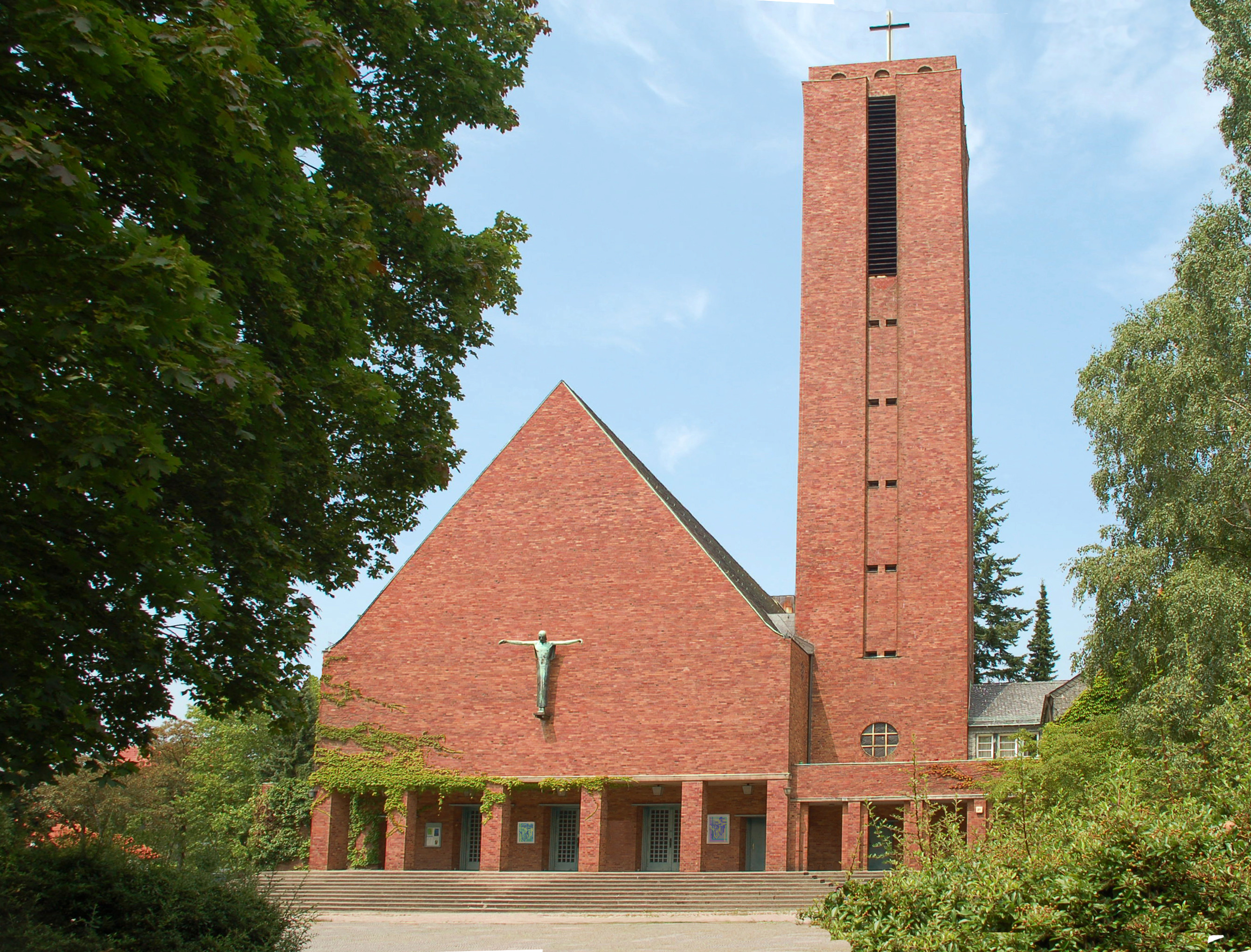
イエス＝キリスト＝教会 (ダーレム)、
ベルリンのダーレム地区に
あり、告白教会の中心的存在だった。

ベルリン＝ブランデンブルク＝シュレージシェ・オーバーラウジッツ福音主義教会はルターの宗教改革によって形成された福音主義教会である。この地域にある教会共同体(ゲマインデ)の大部分はルター派の信仰告白を保持している。この州教会は合同教会であり、多数派のルター派が少数派の改革派と合同派と共に州教会組織を形成し、信仰告白を定めている。この州教会内ルター派教会共同体(ゲマインデ)において、アウクスブルク信仰告白、アウクスブルク信仰告白弁証、シュマルカルデン条項、ルターの小教理問答、大教理問答が信仰告白として認められている。改革派教会共同体(ゲマインデ)においてハイデルベルク信仰問答が信仰告白として認められている。フランス改革派教会共同体(ゲマインデ)において基本信条とフランス福音改革派教会戒規が信仰告白として認められている。合同教会共同体(ゲマインデ)において、ルター派と改革派の信仰告白が認められている。この州教会はバルメン宣言を信仰告白文書として見なし肯定する。バルメン宣言はこの州教会の職務において拘束力を有する信仰告白である。

## 州教会監督
ベルリン＝ブランデンブルク＝シュレージシェ・オーバーラウジッツ福音主義教会のトップの座には監督（Bischof）がいる。監督（Bischof）は教会における霊的指導者である。統合以前にあった二つの州教会においても監督（Bischof）がいた。州教会総会において、監督（Bischof）は10年の任期で選出される。監督職の再選は可能である。監督は通例65歳で引退する。監督は教会指導部の議長でもある。監督代理職として、補佐(Propst)が置かれる。補佐(Propst)は教会宗務局(Konsistorium)における神学的指導者である。

## 総地区長(Generalsuperintendent)と監督補佐(Pröpste)
プロイセン王国における福音教会の霊的指導者は総地区長(Generalsuperintendent)と呼ばれていた。最初、プロイセン全土において、12人の総地区長たちがいた。初期の職務はプロイセンに宗教改革を導入することであり、目的達成後はその職は廃止された。その後、1830年に再度、新たな形で総地区長制度が導入された。ブランデンブルクにおいて2人、シュレージエンにおいて1人の総地区長が置かれた。1918年における領邦君主による教会運営制度の廃止によって、宗務局（Konsistorium）長と共に、総地区長たちは州教会の教会指導をおこない、後に監督（Bischof）の称号を得た。1947年におけるプロイセン州政府の解体後、州教会（Provinzialkirchen）は正式に独立した存在になり、教会の首長としての監督（Bischof）に、率いられている。
今日、それぞれの総地区長(Generalsuperintendent)によって指導されるベルリン、ゲルリッツ、ポツダムの3つの管区(Sprengel)がある。教区総会と州教会総会の代議員、地区長(superintendent)が出席する総地区長を選出する総会が開催される。総地区長(Generalsuperintendent)は10年の任期で選出される。総地区長を選出する総会の申し立てによって、人望のある総地区長(Generalsuperintendent)は地域監督(Regionalbischof)の称号を持つことを、教会指導部が議決する。2004年4月において、ゲルリッツの総地区長(Generalsuperintendent)選出に際しておこなわれた。
- ベルリン教区：ユリア・ヘルムケ(2025年就任)
- ゲルリッツ教区：テレジア・リネカー(2018年就任)
- ポツダム教区：クリストフ・バリント（2020年選出）

監督の神学的代理人が監督補佐PropstもしくはPröpstinである。この職はベルリン=ブランデンブルク領邦教会時代から受け継がれている古い伝統職である。監督補佐は州教会指導部、州教会総会の一員であると同時に、宗務局の霊的指導者でもある。2020年以降、この職にあるのはクリスティーナ＝マリア・バメルである。

## 改革派教会

フランス大聖堂

合同教会としての特徴を持つベルリン＝ブランデンブルク＝シュレージシェ・オーバーラウジッツ福音主義教会には、改革派教会も属している。
ハーフェルラント郡、ベルリン、ベルリン・フランス大聖堂、ウッカーマルク郡、ポツダムにある改革派教会共同体は独自に改革派教会教区（約1500人の信徒と6つの改革派教会共同体が属している）を形成している。
ベルリンのジェンダルメンマルクト(広場)にあるフランス大聖堂がこの州教会内改革派を代表する教会である。ユグノーの伝統を持つ教会共同体であり、フランス語による改革派礼拝もおこなわれ続けている。
旧シュレージシェ・オーバーラウジッツ福音主義教会には、改革派教会共同体が一つあったが、統合後もそのままゲルリッツ教区に属しながら
、改革派教会教区にも加わっている。
なお、活動の盛んな改革派教会共同体は、州教会公式Webサイトとは別に、改革派教会を紹介する独自のWebサイトを持っている。
この州教会には1096の教会共同体(各個教会)があるが、大部分はルター派礼拝をおこなう教会であり、改革派礼拝をおこなう教会は6個所に過ぎない。

## 州教会総会
州教会は議会として州教会総会を設置している（1948年まで古プロイセン合同教会総会）。その総会議員は6年の任期で教会地区、および教会付属機関から選出される。若干名は招聘される形で総会議員になる。
新たな州教会総会は当座、すでに二つの以前存在していた州教会で選出されている総会議員によって構成される。
州教会総会の構成は以下の形態になる。
- 監督(die Bischöfe)
- 総地区長(Generalsuperintendenten)と改革派教会議長(geistliche Moderator)
- 宗務局議長(Präsident)と宗務局監督補佐(Propst des Konsistoriums)
- 地区長(Superintendenten)
- 教会地区総会によって選出された総会議員
- 教会付属機関、施設から選出された総会議員
- ベルリン・フンボルト大学神学部教授1名
- 教会指導部から任命された総会議員

監督、監督補佐、宗務局議長と宗務局監督補佐の選出、州教会規則の決定、予算、献金計画は州教会総会の任務に属している。加えて州教会組織の問題も総会の決定事項である。さらに、州教会総会は上部組織（ドイツ福音教会EKD、福音合同教会UEK）の総会に代議員をおくる。州教会総会は少なくとも、年に一度開催される。総会議長はPräsesと呼ばれる。

## 州教会の管理運営

### 宗務局 Konsistorium と管理運営制度における序列
監督はベルリンに在住する。監督は6年の任期で教会指導部の議長になる。監督自身は教会指導部に属している。総会議長、総地区長、宗務局議長、宗務局監督補佐も教会指導部の常任の構成員である。教会指導部の他の構成員は総会議員の中から州教会総会によって選出される。ベルリンで定期的に開催される教会指導部の会議に改革派議長は陪席が許されている。
加えて、宗務局という機関が存在する。それは常勤の教会事務職員から出来ている。それは教会指導部の執行機関である。その構成員は教会指導部による決定事項の準備をする。州教会の日常業務を担い、教会共同体と地区に向けた規則に関する施行状況のチェック、課題の遂行に際して教会における全ての分野を援助する。宗務局の責任者が宗務局総裁(Konsistorialpräsident)であり、たいてい法律家である。神学的指導は監督補佐(Propst)の職務である。
州教会は上から下まで運営の序列において、以下のように構成されている。
基盤になるのは、公法上の社団としての教会共同体kirchengemaindeである。その教会共同体Kirchengemaindeは、教会役員たちを選出する。彼らは長老たちとも呼ばれることがある。多数の教会共同体は共に教会地区Kirchenkreisを形成している。教会地区のトップには地区長Superintendentがいる。同じように、教会地区Kirchenkreisは公法上の社団であり、協議機関として地区総会を開催する。その代議員たちは開催時に教会共同体から選出される。合議制の協議機関としての地区教会常議員会が地区長Superintendentをトップにして時折開催される。
複数の教会地区Kirchenkreisは共に教区Sprengelを形成している。教区Sprengelのトップには総地区長、もしくは地域監督Regionalbischof(ゲルリッツ教区においてのみ存在)が存在する。総地区長、地域監督のみ集う協議機関はおかれない。これらの教区Sprengelが共に、前述で説明された諸機構を持つ州教会を形成する。

### 歴代監督
監督と呼ばれる称号は1933年まで通例ではなかった。フリードリヒ・ヴィルヘルム3世だけが19世紀最初の四半世紀にこの称号を名誉職として授与した。1828年から1933年に至るまで、霊的指導を担う最上位職務の呼称は、総地区長であった。プロイセンにおける他の教会州キルヒェンプロヴィンツ(Kirchenprovinz)も同様であり、ブランデンブルクには4人の総教区長がいた。総教区長は教会州(キルヒェンプロヴィンツ)とその当時の宗務局における霊的指導者であった。教会州(キルヒェンプロヴィンツ)に複数の総教区長が在籍した場合、総教区長たちの一人が交替で宗務局の霊的指導者になった。ドイツ的キリスト者支配の下で、古プロイセン合同福音主義教会の指導部において、領邦監督Landesbischof（ルートヴィヒ・ミューラー）と州監督Provinzialbischofという称号と職が導入された。キルヒェンプロヴィンツ＝マルク・ブランデンブルクはベルリン教区Bistum Berlinに改称された。指導者原理に従って、プロヴィンツ監督Provinzialbischofが教区Bistumを指導した。マルク地方の総地区長はプロヴィンツ監督Provinzialbischofという職務を担うに当たって監督教区長Propstという称号を用いた。1945年、オットー・ディベリウスは新しい称号、監督Bischofを受け入れた。彼はソ連占領地区の教会と関係を持ちながらも追放された。

#### キルヒェンプロヴィンツ＝マルク・ブランデンブルク総教区長
ベルリン市での霊的指導者(Stadt Berlin)
1823-1865：ダニエル＝アマデウス・ネアンダー、ペトリ教会監督教区長。当時のベルリン市における最上位霊的指導職であった。1830年、フリードリヒ・ヴィルヘルム3世が彼に名誉称号である監督Bischofを授けた。
1865-1871年：空席。監督というポストはネアンダーの没後1869年以降補充された。
1871-1892年：ブルーノ・ブリュックナー、彼は総地区長という称号を得た。
1893-1911年：フリードリヒ・ラーウゼン
1918-1921年：空席
1921-1927年：ゲオルク・ブルクハルト
1928-1933年：エーミル・カーロフ：プロイセン特別委員アウグスト・イェーガーによる教会組織破壊の中、休職処分を受ける。
ベルリン市郊外地区総地区長(Berlin-Land und Kölln-Land)
1911-1933年：ヴィルヘルム・ハーエンデレラー（この総地区長職は1911年に創設された。しかし、ハーエンデレラーの退職後、1933年にこの職は消滅した）
クーアマルク総地区長 Kurmark
1829-1853年：ダニエル＝アマデウス・ネアンダー；1823-1865年までペトリ教会監督教区長職と兼任。
1853-1873年：ヴィルヘルム・ホフマン、同時に宮廷牧師を兼任。
1873-1892年：空席？
1892-1903年：エルンスト・ドリュアンダー
1903-1925年：空席？
1925-1933年：オットー・ディベリウス：プロイセン特別委員アウグスト・イェーガーによる教会組織破壊の中、休職処分を受ける。
ノイマルクとニーダーラウジッツ総地区長 Neumark,Niederlausitz
1829-1836年：ヴィルヘルム・ロス
1836-1900年：空席？
1900-1911年？：テオドール・ブラウン
1925-1933年：エルンスト・ヴィッツ：プロイセン特別委員アウグスト・イェーガーによる教会組織破壊の中、退職処分を受ける。

#### 古プロイセン合同福音主義教会ベルリン教区 Bistum Berlin  1933–1934
州監督Provinzialbischof
1933（9-11月）：ヨアヒム・ホッセンフェルダー、州監督Provinzialbischof
1933-1934年：エーミル・カーロフ、1933年11月以降、州監督Provinzialbischof
1934-1945年：空席、教会闘争の中、新規の補充は為されなかった。
クーアマルク監督教区（ベルリン教区Bistum Berlin傘下）
1933-1936年：フリッツ・ローエルザー
1936-1945年：空席、教会闘争の中、新規の補充は為されなかった。
並行:
1933-1945年：オットー・ディベリウス；彼は休職処分を無視し、再度総地区長職に就いた。しかしながら、告白教会側についた教会共同体によって受け入れられていたに過ぎない。
ノイマルクとニーダーラウジッツ監督教区（ベルリン教区Bistum Berlin傘下）
1933-1935年？：オットー・エッケルト
1935-1945年：空席、教会闘争の中、新規の補充は為されなかった。

#### 古プロイセン合同福音主義教会キルヒェンプロヴィンツ=マルク・ブランデンブルク、1945-1948年
監督 Bischof
1945-1948年：オットー・ディベリウス；ソビエト占領地域行政府はオットー・ディベリウスの州教会監督就任を同意していた。彼はキルヒェンプロヴィンツにおいて3つの霊的指導職を兼任していた。
1945年、再び1933年以前の教会構造に戻ることになった。:
クーアマルク総教区長 Kurmark
1945-1946年：オットー・ディベリウス；彼の職は州教会指導部によって認められた。高等参事会はオットー・ディベリウスに空席になっていたベルリンとノイマルクとニーダーラウジッツの総教区長職を代行者として委任した。
1946-1949年：マルティン・ブラウン
ベルリン市総教区長 Stadt Berlin
1945-1946年：オットー・ディベリウス、暫定職
ベルリン市II(東)総教区長
1946-1955年：フリードリヒ＝ヴィルヘルム・クルマッハー
ベルリン市I（西）総教区長
1946-1949年：ゲルハルト・ヤコービ
ノイマルク、ニーダーラウジッツ総地区長
1945-1946年：オットー・ディベリウス、暫定職
1946-1972年：ギュンター・ヤーコブ
1949年、総地区長管轄地域は改称され、名称も変更された。その後、クーアマルクという名称はその後ノイルピン教区と改称された。ノイマルク、ニーダーラウジッツ総地区長が管轄する地域では、オーデル・ナイセ線の向こう側に属していた全ての教会共同体が失われた。残った教会共同体はクーアマルクに属した。その後、それらの教会共同体はコトブス教区という名称を用いた。

#### ベルリン＝ブランデンブルク福音主義教会　1948-1972年
1948–1972
1948-1966年：オットー・ディベリウス、監督
1966-1972年：クルト・シャルフ、監督
ベルリン＝ブランデンブルク福音主義教会　西側地域　1972-1991年
1972-1976年：クルト・シャルフ、監督
1976-1991年：マルティン・クルーゼ、監督
ベルリン＝ブランデンブルク福音主義教会　東側地域　1972-1991年
1972-1981年：アルブレヒト・シェーンヘル、監督
1981-1991年：ゴットフリート・フォルク、監督
ベルリン＝ブランデンブルク福音主義教会　1991-2004年
1991-1993年：マルティン・クルーゼ、監督
1994-2004年：ヴォルフガング・フーバー、監督

#### キルヒェンプロヴィンツ、もしくはシュレージシェ・オーバーラウジッツ福音教会
1925–2004年歴代監督
1925-1945年：オットー・ザンカー、総地区長、1935年以降、シュレージェン監督
1945-1963年：エルンスト・ホールニヒ、議長、1946年以降、監督
1964-1979年：ハンス＝ヨハヒム・フレンケル、監督
1979-1985年：ハンス＝ヨハヒム・ヴォルスタット、監督
1986-1994年：ヨハヒム・ローゲ、監督
1994-2004年：クラウス・ヴォレンヴェーバー、監督

#### ベルリン＝ブランデンブルク＝シュレージシェ・オーバーラウジッツ福音教会
2004年以降の監督
2004-2009年：ヴォルフガング・フーバー、監督
2009年–2019年: マルクス・ドレーゲ、監督
2019年–0000: クリスティアン・シュテーブライン、監督

### 教会指導部の他のメンバー
ベルリン福音主義教会高等参事会総裁、もしくは宗務局長
1850-1863年：ルードルフ・フォン・ウェーヒトリッツ
1863-1865年：
1865-1872年：ルートヴィヒ・エーミル・マティス
1872-1878年：エーミル・ヘルマン
1878-1891年：オトマール・ヘルムス
1891-1903年：フリードリヒ・ヴィルヘルム・マルクハウゼン
1903-1919年：ボード・フォクツ
1919-1924年：ラインハルト・メーラー
1925-1933年：ヘルマン・カペラー
1945-1951年：オットー・ディベリウス
1970-1980年：ヴィリィ・クーパス
1982-1990年：マンフレート・シュトルペ
1990-1994年：ホルストディーター・ヴィルデナー？
1994-2005年：ウベ・ルンゲ
2005年–0000:ウルリヒ・ゼーレマン
監督補佐 Pröpste/Pröpstinnen
1973-1986年：フリードリヒ・ヴィンター
1988-1996年：ハンス＝オットー・フリーアン
1996-2005年：カール-ハインリヒ・リュテュケカ
2005-2015年:フリーデリケ・フォン・キルヒバッハ
2015年-2019年:クリスティアン・シュテーブライン
2020年-0000:クリスティーナ＝マリア・バメル
総会議長　Präsides der Synode
2004-2005年：アンネリーゼ・カミンスキー、言語学者
2006年：アンドレアス・ベレーア、市長
2006年–0000: アンドレアス・ベレーア、市長

### 教会地区が属する3教区

#### ベルリン教区 Sprengel Berlin

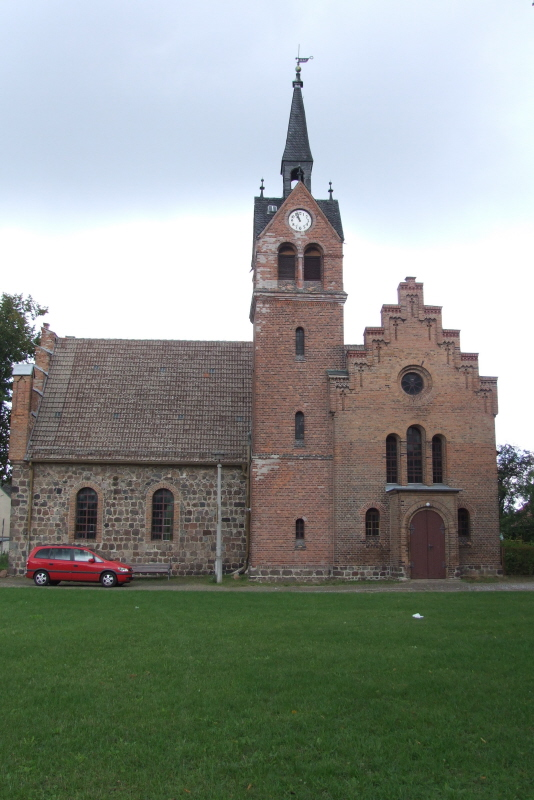
フランツェーズィシュ・ブーフホルツ福音主義教会

ベルリン・ノルト-オスト
ベルリン・シェーネベルク
ベルリン・シュタットミッテ
ベルリン・シャルロッテンブルク＝ヴィルマースドルフ
リヒテンベルク・オーバーシュプレー
ノイケルン
ライニッケンドルフ
シュパンダウ
シュテーグリッツ
テルトウ・ツェーレンドルフ
テンペルホーフ

#### ポツダム教区　Sprengel Potsdam
2009年12月31日までノイルピン教区という名称だった。

#### ゲルリッツ教区 Sprengel Görlitz
2010年1月1日、コトブス教区とゲルリッツ教区が統合され、ゲルリッツ教区が誕生した。

#### 福音主義改革派教区
改革派教会地区

## 福音主義教会礼拝式文（ベルリン＝ブランデンブルク＝シュレージシェ・オーバーラウジッツ福音主義教会）
礼拝の概念はギリシャ語の"λατρεία"（ラトリア）に由来し、神による奉仕が語源になる。福音主義教会の礼拝はローマ・カトリック教会のミサとは異なる強調点を持っている。この礼拝式文はラテン語ミサに由来する様式であり、ベルリン市内の一部教会共同体では福音主義ミサという呼称を用いている。同時に、この礼拝式文は合同教会である古プロイセン合同福音主義教会の影響を受けた上で、伝統的な福音主義教会礼拝式文にも準拠している。なお、式次第の大半はルター派教会礼拝式文に従った形式であり、州教会内の改革派教会は別個の簡素な様式を用いている。

### 福音主義教会聖餐礼拝式文(ルター派)

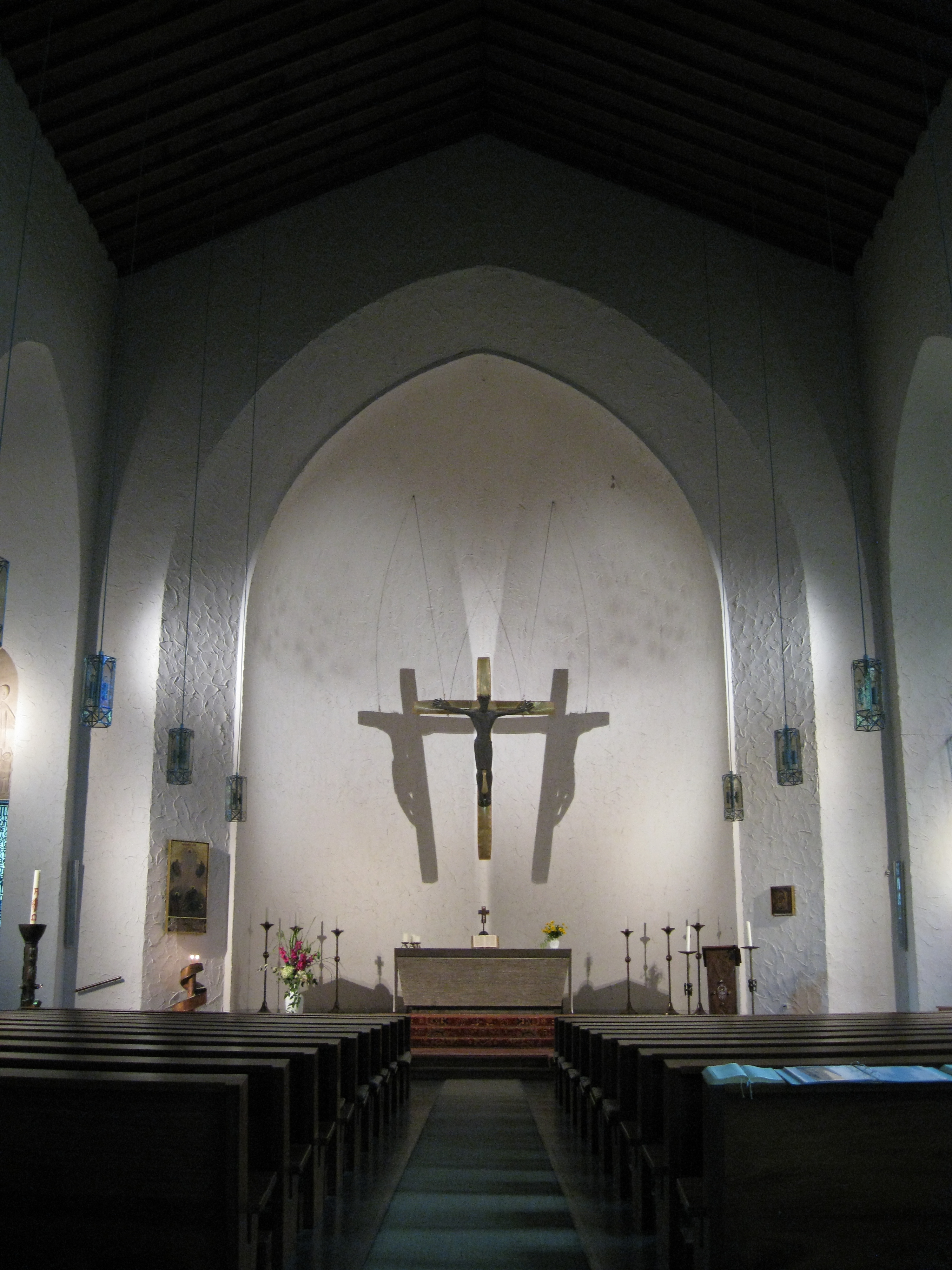
ハイルスブロンネン福音主義教会
礼拝堂(ベルリン)

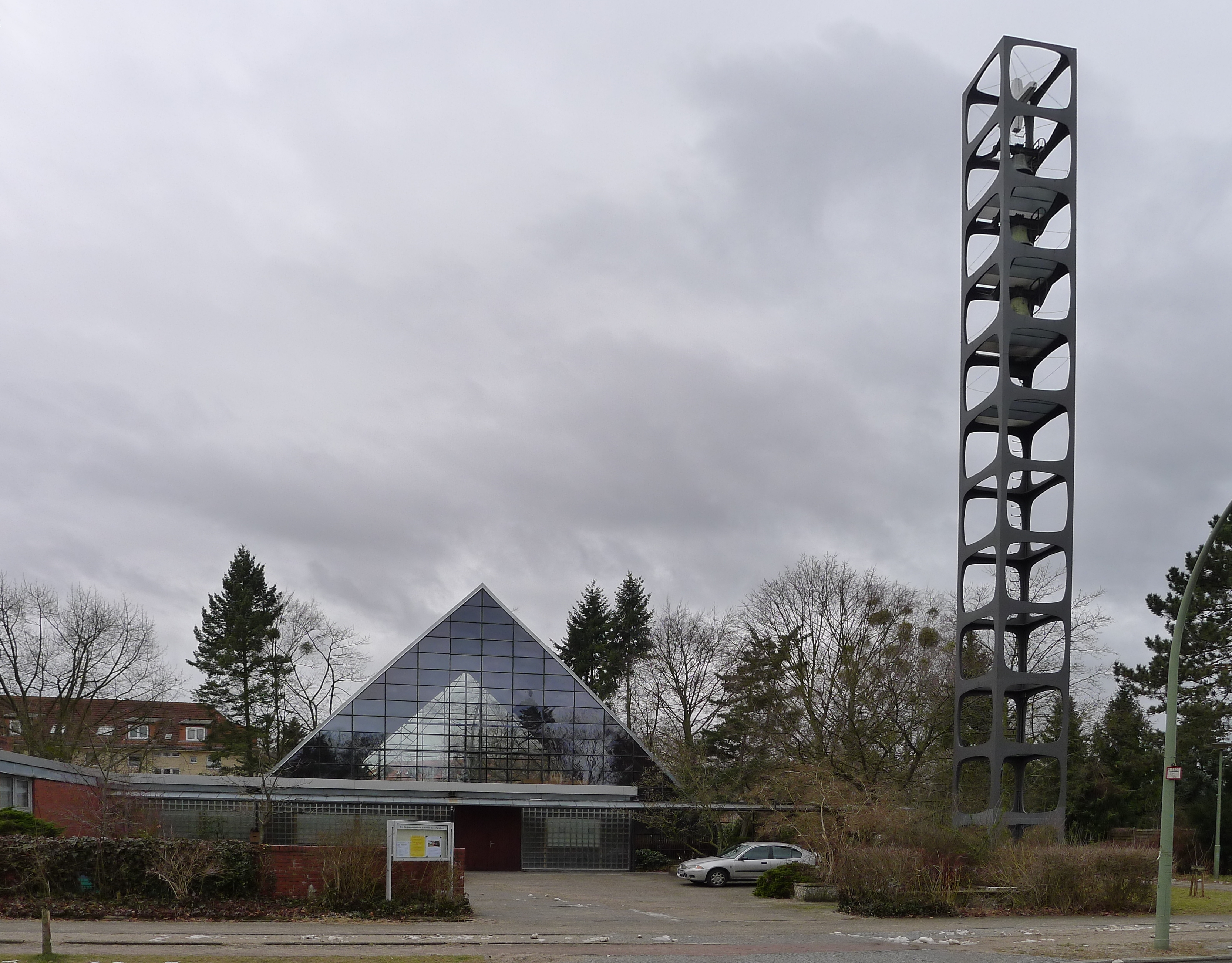
シェーノウ＝ブッシュグラーベン
福音主義教会(ベルリン)

【礼拝開始と祈り】
- 鐘楼で鐘を鳴らす
- 会衆着席
- オルガン前奏
- 初めの歌(賛美歌)
- 礼拝開始交唱
司式者/父と子と聖霊のみ名によって。
会衆/アーメン
司式者/ 我らの救いは主の御名にあり。
会衆/主は天と地とを造られた。
司式者/主が汝らと共にあるように！
会衆/御霊と共におられるように。

- 罪の告白(会衆各自が黙祷告白する様式もある)
司式者/神を前にして、罪を告白し、互いに祈りましょう：
司式者/私は全能の神、すべての聖なる教会、汝らを前にして告白します。
私は思いと言葉と行為において罪を重ねました。
私は自身の罪を告白します。
私のために、我らの主である神へ祈るように汝らに願う。
会衆/全能の神よ、憐れみ給え。汝らの罪を神は赦し、永遠の生命に導き給う。司式者/アーメン。
会衆/我らは全能の神、すべての聖なる教会、汝を前にして告白します。
我らは思いと言葉と行為において罪を重ねました。
我らは自身の罪を告白します。
我らのために、我らの主である神へ祈るように汝に願う。
司式者/全能の神よ、憐れんでください。
神は汝らから罪を赦し、永遠の生命に導き給う。会衆/アーメン。
司式者/神よ、我らの罪を取り除き、清い心で仕える力を与え給え。
我らの主イエス・キリスト名により、我らの主を称え給え。会衆/アーメン。
- 礼拝開始の讃美歌：司式者・会衆/共に歌唱
- 旧約聖書 詩編朗読：　 
司式者/詩編日課朗読
- グロリア・パトリ(栄唱) 
司式者/父と子と聖霊に栄光あれ。
会衆/はじめも今も後も、永久から永久に。アーメン(歌唱)　
通常はEG 177の曲で歌う。日本では讃美歌21の25番に収録。
- キリエ(司式者も会衆も歌唱)
司式者/ Kyrie eleison(主よ、憐れみたまえ)
会衆/主よ、憐れみたまえ
司式者/ Christe eleison(キリストよ、憐れみたまえ)
会衆/キリストよ、憐れみたまえ
司式者/Kyrie eleison(主よ、憐れみたまえ)
会衆/我らに憐れみを! 
州教会讃美歌集EG 178,1-14、日本では讃美歌2130-35番に収録

- グロリア唱
司式者/いと高きところに栄光、神にあれ、
会衆/地には平和、御心に適う人にあれ。
司式者/我らは主を称え、賛美し、
会衆/主の大いなる栄光に賛美するため、汝を称賛し、感謝を告げる。
司式者/主なる神、天の王、
会衆/全能の父よ。神のひとり子、イエス・キリストよ。汝は至高な存在。
司式者/主なる神よ。世の罪を取り除く神の子羊、父のひとり子、世の罪を受けとめ、我らを憐れみ給え。
会衆/世の罪を受けとめ、我らの祈りを聞き給え。父の右に座し給える汝よ。我らを憐れみ給え。
司式者/汝こそ、聖なる者、
会衆/唯一の主、
司式者/汝こそ、至高なる者、イエス・キリスト。
会衆/聖霊と共に、父なる神の栄光の下で、アーメン。
州教会讃美歌集EG 180.1、日本では(讃美歌21)37番に収録
- 主日の祈祷
司式者/主日の祈祷
会衆/アーメン。

【宣教と信仰告白】
- 旧約聖書日課　　
司式者/会衆/旧約聖書日課朗読
- 使徒書日課　　
司式者/会衆/使徒書聖書日課朗読
- ハレルヤ唱(受難節にはアーメンのみ)
会衆/ハレルヤ、ハレルヤ、ハレルヤ（歌唱）
 州教会讃美歌集EG 181,3, 日本では(讃美歌21)39番(1-7)に収録
- 賛美歌
- 司式者/聖書日課個所(福音書)告知
- 会衆/起立
- 会衆/主なるあなたに栄光があるように(歌唱)
- 司式者/聖書日課個所(福音書)朗読
- 会衆/キリストに誉れがあるように(歌唱)
- 信仰告白　通常、使徒信条を用いる。
司式者/我らの信仰告白でもって、神を賛美せん。
会衆/われは天地の創造主、全能の父、神を信ず。
神のひとり子、我らの主イエス・キリストを信ず。聖霊により宿り、おとめマリアより生まれ、
ポンテオ・ピラトの下で苦しみを受け、十字架につけられ、死後葬られ、死の国に下られ、三日目に死者からよみがえり、
天に昇られ、全能の父である神の右に座したもう。そこから来られて生ける者と死にたる者を裁きたもう。
我は聖霊を信ず。聖なるキリスト教会、聖徒の結びつき、罪の赦し、死者のよみがえり、永遠のいのちを信ず。
アーメン。
- 主日説教の讃美歌
- 説教
- 賛美歌、あるいはオルガン独奏
- 告示　
司式者/教会員消息報告、教会行事報告、案内
- 席上献金
会衆/讃美歌歌唱
- 代願祈祷(とりなしの祈り) 

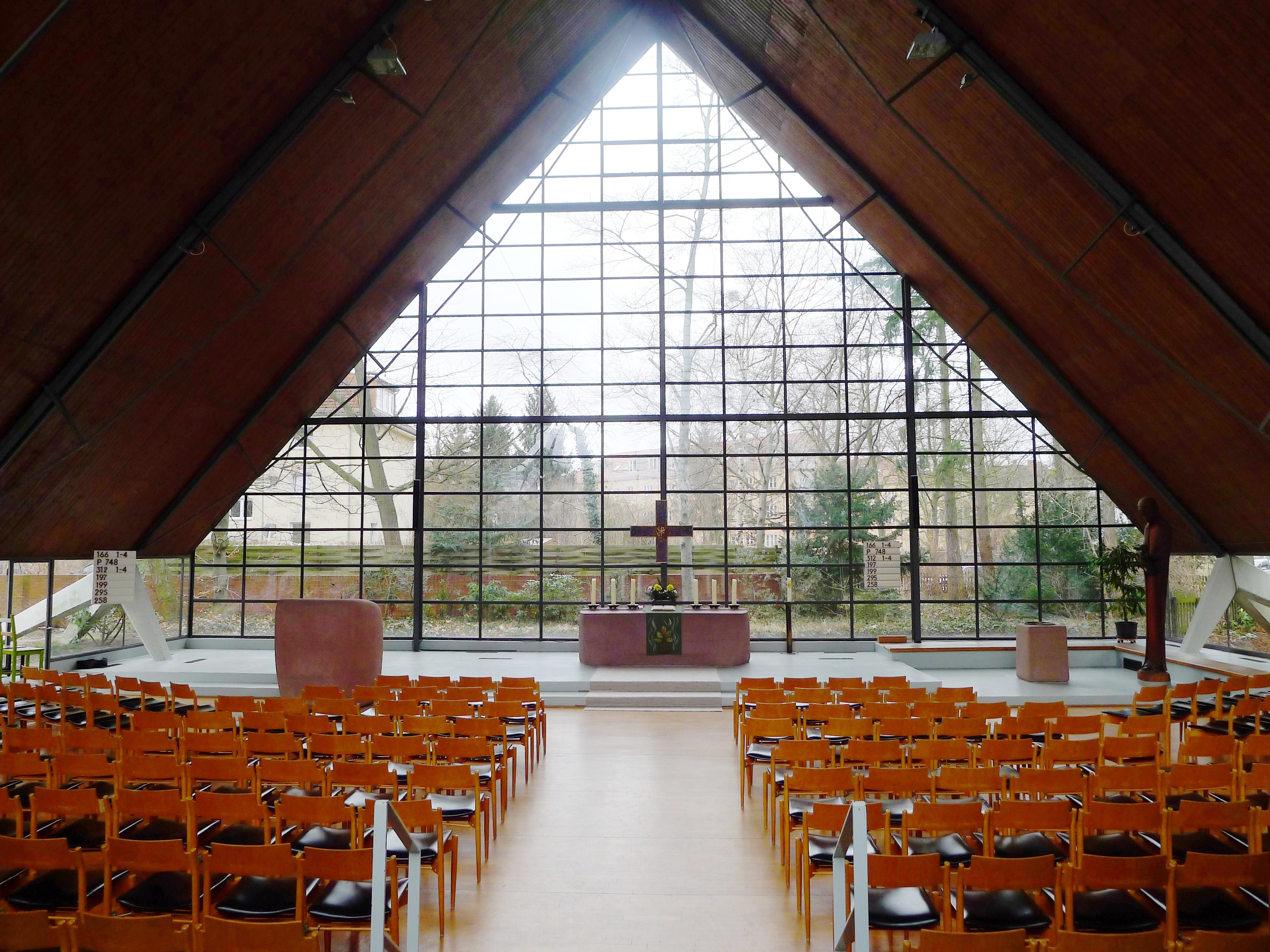
シェーノウ＝ブッシュグラーベン
福音主義教会礼拝堂(ベルリン)

司式者/我らのために祈らん
司式者/代願祈祷(とりなしの祈り) 
会衆/アーメン。
聖餐式をおこなわない場合、礼拝は【派遣と祝祷】に続く。
- 聖餐の讃美歌

【 聖餐】
- 大いなる感謝祈祷 
司式者/主の平安が汝らと共にあることを
会衆/御霊も共おられるように(歌唱)
司式者/汝ら、心を高く挙げん
会衆/主に向かい心を高く挙げん。
司式者/主なる神に感謝を捧げよ
会衆/感謝はふさわしく、正しいもの(歌唱)
- サンクトゥス(歌唱)
会衆/聖なる、聖なる、聖なる万軍の主。
主の栄光は天と地に満つ。天にはホーサーナ。
主の御名によって来られる方を讃えよ。天にはホーサーナ。
州教会讃美歌集Nr.EG 185,1-5、日本では(讃美歌21)37番に収録
- 聖餐の祈祷Ⅰ/司式者/サンクトゥス後のいのり
- 聖餐制定
 司式者/私たちの主イエス・キリストは苦しみを受ける前夜、パンを取り、感謝し、これを裂き、弟子たちに与えて言われました。
「取って食べなさい、これはあなた方のための私のからだである。私の記念のためこれをおこないなさい」
 食事の後、杯を同じ様にして弟子たちに言われました。
「取って、飲みなさい。これは罪の赦しのため、あなたがたのために流す私の血における新しい契約である。
私の記念のためこれをおこないなさい
- 主の祈り
 司式者、会衆/天の父よ。
汝の名が讃えられますように。
汝の国が来ますように。
御心が天と同じくこの地においても成されることを。
我らの日々のパンを今日も与え給え。
我らに罪を犯す者たちを我らが赦すように、
我らの罪も赦し給え。
我らを試みに会わせず、悪から救い給え。
国と、力と栄光も永遠に汝のものなり。アーメン。
- 平和の祈り
 司式者/主の平和が汝らと共にあるように
会衆/主と共に平和があるように。
会衆/隣席の者と挨拶や握手をおこなう。
- アグヌス・デイ(神の子羊) 
会衆(歌唱)/世の罪を取り除く神の子羊、キリストよ。我らを憐れみ給え。
世の罪を取り除く神の子羊、キリストよ。我らを憐れみ給え。
世の罪を取り除く神の子羊、キリストよ。平和を与え給え。アーメン。
州教会讃美歌集Nr.EG 190,1-2、日本では(讃美歌21)86、87番に収録
- 配餐
イエス・キリストの体であるパン(Hostie-聖餅、ホスチア)とイエス・キリストの血である葡萄酒が陪餐者に祭壇前で与えられる。
- 配餐のことば
 牧師/汝のために与えられたキリストのからだ。
会衆/アーメン。
 牧師/汝のために流されたキリストの血。
会衆/アーメン。
- 感謝歌唱
司式者/ 主に感謝せよ、主は慈しみ深い。
会衆/主の恵みは永久に絶えることが無い、ハレルヤ 
司式者/聖餐感謝祈祷
会衆/アーメン。

【派遣と祝祷】
- 派遣の言葉
司式者/牧師/主の平安のうちに行きましょう！
会衆/神に賛美と感謝。
- 礼拝終了賛美歌
- 祝祷
司式者/主があなたを祝福し、あなたを守られるように。
主が御顔をあなたに向けて、あなたを照らして、あなたに恵みを与えられるように。
主があなたに御顔を上げられ、平安を賜りますように！
会衆/アーメン
- オルガン後奏

### 福音主義教会祝祭日聖餐礼拝式文 (ルター派)

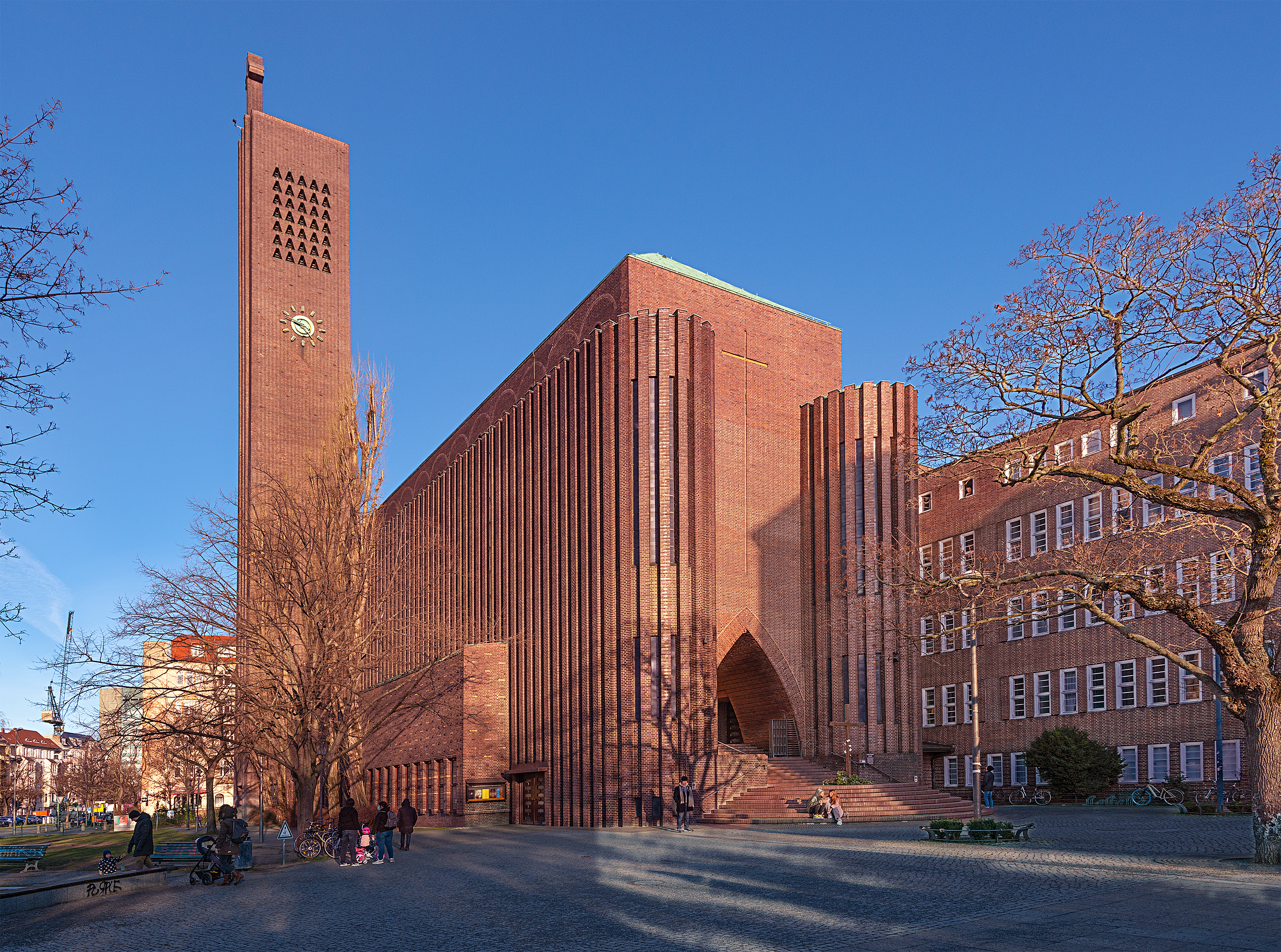
ホーエンツォレルン広場福音主義教会(ベルリン)

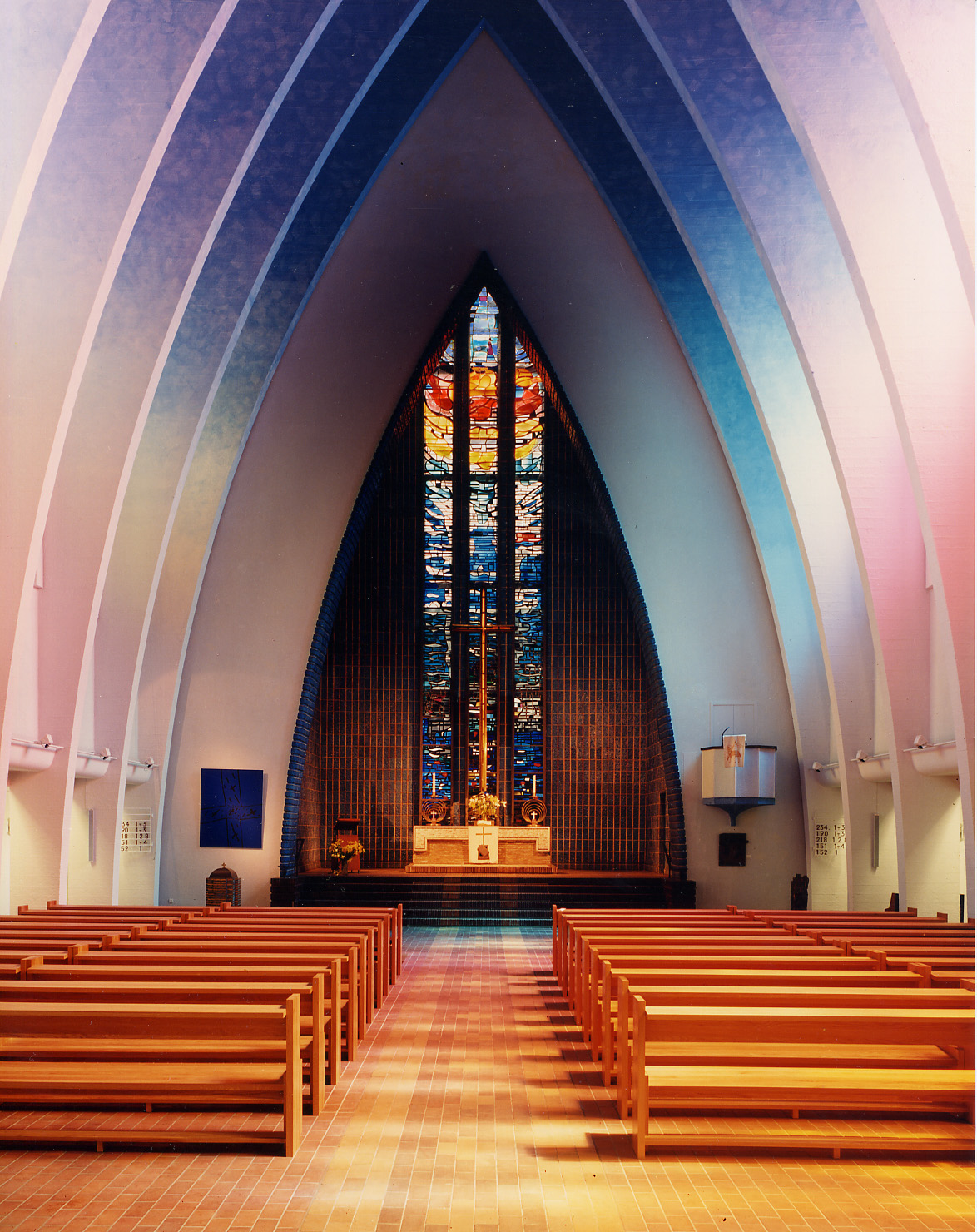
ホーエンツォレルン広場福音主義教会礼拝堂(ベルリン)

【礼拝開始と祈り】
- 鐘楼で鐘を鳴らす
- 会衆着席
- オルガン前奏
- 初めの歌(賛美歌)
- 礼拝開始交唱
司式者/父と子と聖霊のみ名によって。
会衆/アーメン
司式者/ 我らの救いは主の御名にあり。
会衆/主は天と地とを造られた。
司式者/主が汝らと共にあるように！ 
会衆/御霊と共におられるように。

- 罪の告白(会衆各自が黙祷告白する様式もある)
司式者/神を前にして、罪を告白し、互いに祈りましょう：
司式者/私は全能の神、すべての聖なる教会、汝らを前にして告白します。
私は思いと言葉と行為において罪を重ねました。
私は自身の罪を告白します。
私のために、我らの主である神へ祈るように汝らに願う。
会衆/全能の神よ、憐れみ給え。汝らの罪を神は赦し、永遠の生命に導き給う。司式者/アーメン。
会衆/我らは全能の神、すべての聖なる教会、汝を前にして告白します。
我らは思いと言葉と行為において罪を重ねました。
我らは自身の罪を告白します。
我らのために、我らの主である神へ祈るように汝に願う。
司式者/全能の神よ、憐れんでください。
神は汝らから罪を赦し、永遠の生命に導き給う。会衆/アーメン。
司式者/神よ、我らの罪を取り除き、清い心で仕える力を与え給え。
我らの主イエス・キリスト名により、我らの主を称え給え。会衆/アーメン。
- 礼拝開始の讃美歌：司式者・会衆/共に歌唱
- 旧約聖書 詩編朗読：　 
司式者/詩編日課朗読
- グロリア・パトリ(栄唱) 
司式者/父と子と聖霊に栄光あれ。
会衆/はじめも今も後も、永久から永久に。アーメン(歌唱)　
通常はEG 177の曲で歌う。日本では讃美歌21の25番に収録。
- キリエ(司式者も会衆も歌唱)
司式者/ Kyrie eleison(主よ、憐れみたまえ)
会衆/主よ、憐れみたまえ
司式者/ Christe eleison(キリストよ、憐れみたまえ)
会衆/キリストよ、憐れみたまえ
司式者/Kyrie eleison(主よ、憐れみたまえ)
会衆/我らに憐れみを! 
州教会讃美歌集EG 178,1-14、日本では讃美歌2130-35番に収録

- グロリア唱
司式者/いと高きところに栄光、神にあれ、
会衆/地には平和、御心に適う人にあれ。
司式者/我らは主を称え、賛美し、
会衆/主の大いなる栄光に賛美するため、汝を称賛し、感謝を告げる。
司式者/主なる神、天の王、
会衆/全能の父よ。神のひとり子、イエス・キリストよ。汝は至高な存在。
司式者/主なる神よ。世の罪を取り除く神の子羊、父のひとり子、世の罪を受けとめ、我らを憐れみ給え。
会衆/世の罪を受けとめ、我らの祈りを聞き給え。父の右に座し給える汝よ。我らを憐れみ給え。
司式者/汝こそ、聖なる者、
会衆/唯一の主、
司式者/汝こそ、至高なる者、イエス・キリスト。
会衆/聖霊と共に、父なる神の栄光の下で、アーメン。
州教会讃美歌集EG 180.1、日本では(讃美歌21)37番に収録
- 主日の祈祷
司式者/主日の祈祷
会衆/アーメン。

【宣教と信仰告白】
- 旧約聖書日課　　
司式者/会衆/旧約聖書日課朗読
- 使徒書日課　　
司式者/会衆/使徒書聖書日課朗読
- ハレルヤ唱(受難節にはアーメンのみ)
会衆/ハレルヤ、ハレルヤ、ハレルヤ（歌唱）
 州教会讃美歌集EG 181,3, 日本では(讃美歌21)39番(1-7)に収録
- 賛美歌
- 司式者/聖書日課個所(福音書)告知
- 会衆/起立
- 会衆/主なるあなたに栄光があるように(歌唱)
- 司式者/聖書日課個所(福音書)朗読
- 会衆/キリストに誉れがあるように(歌唱)
- 信仰告白　祝祭日において、ニケア信条を用いる。
司式者/我らの信仰告白でもって、神を賛美します。
会衆/我らは唯一の神、全能の父、天と地、
あらゆる目に見えるもの、見えざるものの創造主を信ず。
唯一の主イエス・キリストを我らは信ず。あらゆる時代に先立って父より生まれし神のひとり子、
神よりの神、光より光、真の神の真の神、造られずに生まれ、神と同じ存在であり、あらゆるものは主により造られ給う。
我ら人類のために、我らの救いのために、天から下り、聖霊によりおとめマリアより肉体を得て人となり給う。
我らのためにポンテオ・ピラトの下で十字架につけられ、
苦しみを受け、埋葬され、聖書にあるように三日目によみがえり、天に昇られ給う。
父の右に座し、生きる人と死にたる人を決めるために、栄光につつまれて再び来たり給わん。その支配は永遠なり。
我らは主にもとで、いのちを与える聖霊を信ず。
聖霊は父と子から生まれ、父と子と共に拝され、賛美され、預言者により語られ給う。
我らは唯一の聖なる使徒たちのキリスト教会を信ず。
罪の赦しになる洗礼を我らは認め、死者のよみがえりと来るべき世のいのちを待ち望む。
- 主日説教の讃美歌
- 説教
- 賛美歌、あるいはオルガン独奏
- 告示　
司式者/教会員消息報告、教会行事報告、案内
- 席上献金
会衆/讃美歌歌唱
- 代願祈祷(とりなしの祈り) 
司式者/我らのために祈らん
司式者/代願祈祷(とりなしの祈り) 
会衆/アーメン。
- 聖餐の讃美歌

【 聖餐】
- 大いなる感謝祈祷 
司式者/主の平安が汝らと共にあることを
会衆/御霊も共おられるように(歌唱)
司式者/汝ら、心を高く挙げん
会衆/主に向かい心を高く挙げん。
司式者/主なる神に感謝を捧げよ
会衆/感謝はふさわしく、正しいもの(歌唱)
- サンクトゥス(歌唱)
会衆/聖なる、聖なる、聖なる万軍の主。
主の栄光は天と地に満つ。天にはホーサーナ。
主の御名によって来られる方を讃えよ。天にはホーサーナ。
州教会讃美歌集Nr.EG 185,1-5、日本では(讃美歌21)37番に収録
- 聖餐の祈祷Ⅰ/司式者/サンクトゥス後のいのり
- 聖餐制定
 司式者/私たちの主イエス・キリストは苦しみを受ける前夜、パンを取り、感謝し、これを裂き、弟子たちに与えて言われました。
「取って食べなさい、これはあなた方のための私のからだである。私の記念のためこれをおこないなさい」
 食事の後、杯を同じ様にして弟子たちに言われました。
「取って、飲みなさい。これは罪の赦しのため、あなたがたのために流す私の血における新しい契約である。
私の記念のためこれをおこないなさい
- 聖餐の祈祷Ⅱ/司式者/アナムネーシスの祈り(イエスの死を想起)。
司式者/エピクレーシスの祈り(聖霊を呼び求める)。
司式者/フラクティオ・パニスの祈り(パン裂き)。
- 信仰の神秘
司式者/信仰の神秘
会衆/主の死を我らは宣教し、主の復活を賛美せん、主が栄光に満ちて来られるまで。
- 主の祈り
 司式者、会衆/天の父よ。
汝の名が讃えられますように。
汝の国が来ますように。
御心が天と同じくこの地においても成されることを。
我らの日々のパンを今日も与え給え。
我らに罪を犯す者たちを我らが赦すように、
我らの罪も赦し給え。
我らを試みに会わせず、悪から救い給え。
国と、力と栄光も永遠に汝のものなり。アーメン。
- 平和の祈り
 司式者/主の平和が汝らと共にあるように
会衆/主と共に平和があるように。
会衆/隣席の者と挨拶や握手をおこなう。
- 平和の祈り
 司式者/主の平和が汝らと共にあるように
会衆/主と共に平和があるように。
会衆/隣席の者と挨拶や握手をおこなう。
- アグヌス・デイ(神の子羊) 
会衆(歌唱)/世の罪を取り除く神の子羊、キリストよ。我らを憐れみ給え。
世の罪を取り除く神の子羊、キリストよ。我らを憐れみ給え。
世の罪を取り除く神の子羊、キリストよ。平和を与え給え。アーメン。
州教会讃美歌集Nr.EG 190,1-2、日本では(讃美歌21)86、87番に収録
- 配餐
イエス・キリストの体であるパン(Hostie-聖餅、ホスチア)とイエス・キリストの血である葡萄酒が陪餐者に祭壇前で与えられる。
- 配餐のことば
 牧師/汝のために与えられたキリストのからだ。
会衆/アーメン。
 牧師/汝のために流されたキリストの血。
会衆/アーメン。
- 感謝歌唱
司式者/ 主に感謝せよ、主は慈しみ深い。
会衆/主の恵みは永久に絶えることが無い、ハレルヤ 
司式者/聖餐感謝祈祷
会衆/アーメン。

【派遣と祝祷】
- 派遣の言葉
司式者/牧師/主の平安のうちに行きましょう！
会衆/神に賛美と感謝。
- 礼拝終了賛美歌
- 祝祷
司式者/主があなたを祝福し、あなたを守られるように。
主が御顔をあなたに向けて、あなたを照らして、あなたに恵みを与えられるように。
主があなたに御顔を上げられ、平安を賜りますように！
会衆/アーメン
- オルガン後奏